# Артемон Симбанание
Артемон Симбанание (рунди и фр. Artémon Simbananiye; род. 1935, Матана, Бурури, Руанда-Урунди) — бурундийский политический и государственный деятель, дипломат, Министр иностранных дел Бурунди (1971—1974) министр юстиции (1966—1967).

## Биография
Тутси. Обучался в Бельгии и Франции. Окончил в 1962 году Парижский университет. В молодости вступил в партию Союз за национальный прогресс Бурунди.
После возвращения на родину в 1962 году был назначен генеральным директором Министерства юстиции. В 1965 году король Мвамбутса IV назначил его государственным секретарём юстиции. После провала попытки государственного переворота под руководством хуту в том же году Симбанание курировал репрессии правительства против лидеров хуту и отказался сотрудничать с делегатом Международной комиссии юристов, посланным для наблюдения за судом над предполагаемыми путчистами.
С 1966 по 1967 год занимал пост министра юстиции Бурунди. В 1971—1974 годах — министра иностранных дел. В 1977—1981 годах работал Постоянным представителем Бурунди при ООН.
После смены политического режима в 1987 году покинул Бурунди и отправился в изгнание. Вернулся на родину через несколько лет.